# Demon (California’s Great America)
Demon in California’s Great America (Santa Clara, Kalifornien, USA) ist eine Stahlachterbahn vom Modell Custom Looping Coaster des Herstellers Arrow Dynamics, die am 29. Mai 1976 als Turn Of The Century eröffnet wurde.
Zum Zeitpunkt ihrer Eröffnung besaß sie als Inversionen lediglich den 10,7 m hohen, doppelten Korkenzieher. Zur 1980er Saison wurden zwei Loopings hinzugefügt, wovon der erste eine Höhe von 21,3 m und der zweite eine Höhe von 16,8 m besitzt. Die 649,2 m lange Strecke erreicht eine Höhe von 31,1 m und besitzt einen 27,4 m hohen First Drop von 54°. Die Höchstgeschwindigkeit beträgt 80,5 km/h. Eine baugleiche Anlage wurde am selben Tag mit dem gleichen Namen in Six Flags Great America eröffnet. Diese fährt heute ebenfalls unter dem Namen Demon.